# ウォルド (短編)
『ウォルド』（英語: Waldo）は、アメリカの作家ロバート・A・ハインラインによる短編小説である。1942年8月にアンソン・マクドナルドという偽名で『アスタウンディング』に掲載された。1950年刊行の作品集 Waldo & Magic, Inc.（日本語版『魔法株式会社（ハインライン傑作選3）』）に収録された。表題作2作（本作と『魔法株式会社』）はどちらも魔法を含んでいるが、それ以外の収録作は無関係である。
物語の本質は、人類の残りの部分からの彼の自主的な亡命からより通常の生活への機械の天才の旅であり、重症筋無力症の病気と一般的な人間に対する彼自身の軽蔑を征服する。これの鍵は、魔法は世界では緩いが、論理的かつ科学的な方法であるということである。
物語は、ウォルド・ファージングウェイト＝ジョーンズは虚弱者として生まれ、頭を上げて飲んだりスプーンを持ったりすることすらできなかった。彼を滅ぼす状態からほど遠く、彼の知性と彼の家族のお金を「ウォルド・F・ジョーンズの同期重複パンタグラフ」として特許権を得る装置の開発に投入した。手袋とハーネスを着用したウォルドは、手と指を動かすだけで、はるかに強力な機械式の手を制御できた。彼が開発したこの技術や他の技術により、彼は宇宙に家を建てるのに十分な金持ちになる。
物語の中で、これらのデバイスは一般に「ウォルド」として知られるようになった。この話を参考にして、後に開発された実際のリモート・マニピュレーターもウォルドと呼ばれるようになり、NASAによってさえもそうである。その後、アニマトロニクスデバイスとオブジェクト（多くの場合、映画用）を作成するアメリカの会社The Character Shopは、「データキャプチャ入力デバイス」のために「ウォルド」の商標を取得した 。
ウォルドの性格は、人間不信と組み合わされた傲慢さとして最もよく説明できる。彼は自分が不自由だとは思っておらず、彼の心の中で彼は彼の弱さのために他のすべての人間よりも優れている。彼は、チンパンジーが男性の10倍の強さであり、男性がウォルドの10倍の強さである場合、ウォルドは男性がチンパンジーよりもはるかに上にあると推論します。彼は残りの人類を「滑らかな類人猿」と呼んでいる。彼がフリーホールドと呼んでいる彼の家の場所は、地球の上の軌道にあり、他の人類との関係を象徴している。